# Penelope (Texas)
Penelope ist eine Kleinstadt mit dem Status Town im Hill County im Bundesstaat Texas in den Vereinigten Staaten. Bei der letzten Volkszählung im Jahr 2010 hatte Penelope 198 Einwohner, für 2018 wurde die Einwohnerzahl mit 160 angegeben.

## Lage
Penelope liegt rund 25 Kilometer Luftlinie südöstlich von Hillsboro und 40 Kilometer nordöstlich von Waco an der Farm-to-Market-Road 308. Umliegende Städte und Dörfer sind Malone im Norden, Hubbard im Osten, Mount Calm im Süden, Birome im Südwesten, Abbott im Westen und Bynum im Nordwesten.

## Geschichte

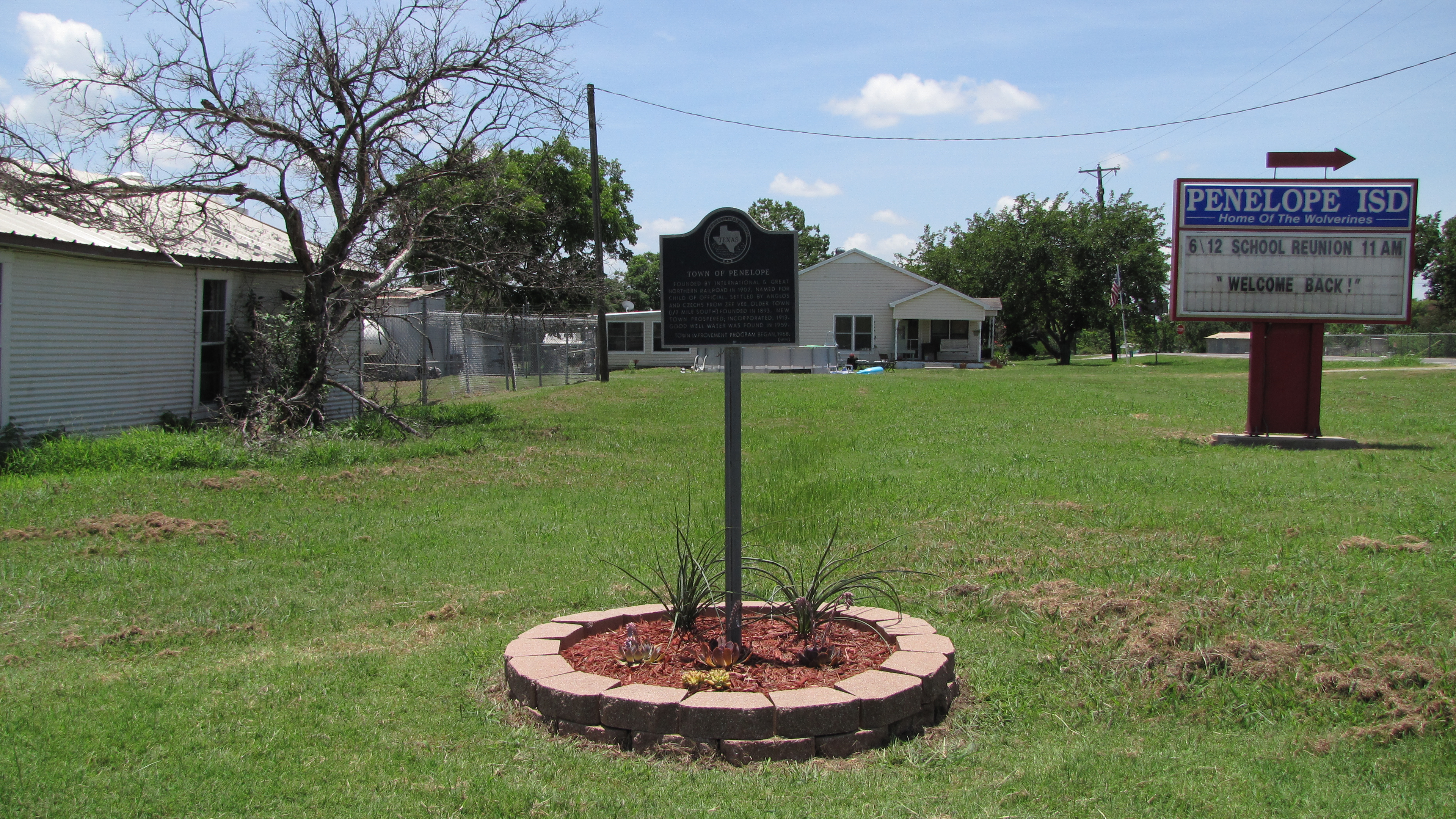
Hinweistafel im Ortszentrum

Die Siedlung entstand in den frühen 1890er-Jahren, als die Familie Seley in der Nähe der heutigen Stadt eine Ranch errichteten. Bis 1900 wurde die Region von britischen und tschechischen Auswanderern besiedelt. Im Jahr 1902 erreichte die Bahnstrecke der International-Great Northern Railroad das Dorf. Das Land neben der Bahnstrecke wurde von der Smith Land Improvement Company gekauft und nach Penelope Trice, der Tochter eines Eisenbahnfunktionärs, benannt. Ebenfalls 1902 erhielt Penelope ein Postamt.
1913 wurde Penelope als Stadt inkorporiert. In der folgenden Zeit entwickelte Penelope sich zu einem Handelsplatz der Farmer in der Umgebung. Anfang der 1920er-Jahre hatte Penelope schätzungsweise 400 Einwohner und 20 Geschäfte, darunter drei Banken, drei große Egreniermaschinen und ein Sägewerk. Ebenfalls zur Stadt gehörte eine Schule und mehrere Kirchen. Als Folge der Great Depression hatte Penelope ab Ende der 1920er-Jahre mit einem Bevölkerungsrückgang zu kämpfen, der später durch den Zweiten Weltkrieg und die Errichtung eines Highways zwischen Waco und Dallas noch verstärkt wurde. Gegen Ende der 1940er-Jahre hatte Penelope noch etwa 240 Einwohner und acht Geschäfte.

## Demografie
Im Jahr 2018 hatte Penelope laut American Community Survey 160 Einwohner. Es gab 56 Haushalte und 42 Familien in der Stadt. Von den Einwohnern waren 95,6 Prozent Weiße, 3,1 Prozent Asiaten und 1,3 Prozent gaben mehrere Abstammungen an. Hispanics oder Latinos machten 39,4 Prozent der Bevölkerung aus. 43,8 Prozent der Einwohner von Penelope waren männlich und 56,2 Prozent weiblich.

30,4 Prozent der Haushalte hatten Kinder unter 18 Jahren, die bei ihnen lebten, und in 37,5 Prozent der Haushalte lebten Personen über 60 Jahren. Altersmäßig verteilten sich die Einwohner von Penelope auf 27,5 Prozent Minderjährige, 4,3 Prozent zwischen 18 und 24, 24,4 Prozent zwischen 25 und 44, 27,5 Prozent zwischen 45 und 64 und 16,3 Prozent der Einwohner waren 65 Jahre alt oder älter. Das Medianalter lag bei 43,5 Jahren. 2018 lag das Medianeinkommen in Penelope pro Haushalt bei 54.688 US-Dollar und pro Familie bei 63.750 US-Dollar. 1,9 Prozent der Einwohner lebten unterhalb der Armutsgrenze.

## Bildung
Penelope ist Sitz des Penelope Independent School District, zu dem neben Penelope noch das Nachbardorf Birome gehört. Zu dem Schulbezirk gehört eine Schule, in der alle Klassenstufen von der Vorschule bis zur zwölften Klasse unterrichtet werden. Im Schuljahr 2018/19 wurden in dem Schulbezirk 201 Schüler unterrichtet.